# Алан Ґілберт (диригент)
Алан Ґілберт (англ. Alan Gilbert; нар. 23 лютого 1967, Нью-Йорк, США) — американський скрипаль і диригент. Колишній музичний керівник Нью-Йоркського філармонічного оркестру (2009–2017), а в даний час є головним диригентом Симфонічного оркестру Північнонімецького радіо.

## Життєпис
Батько і мати (за походженням японка) — скрипалі в Нью-Йоркському філармонічному оркестрі.
З дитинства навчався грати на скрипці, альті, фортепіано.
У 1980-х навчався в Ґарвардському університеті, був там музичним директором оркестру Бахівського товариства. Потім навчався скрипковій майстерності в консерваторії Нової Англії в Бостоні, диригуванню — у Кертісовому інституті і Джульярдській школі.
У 1994 виграв диригентську премію Ґеорґа Шолті і можливість в приватному порядку займатися під керівництвом майстра. У тому ж році виграв як диригент Міжнародний конкурс виконавців у Женеві.
З 2009 — музичний директор Нью-Йоркського філармонічного оркестру.
У 2011 удостоєний Премії Дітсона.
Дружина (з 2001) — шведська віолончелістка Кайса Вілліям-Олссон (швед. Kajsa William-Olsson). У подружжя троє дітей.

## Кар'єра
У 2000–2008 очолював Стокгольмський філармонічний оркестр. Запрошений диригент найбільших симфонічних і оперних оркестрів США, включно з Метрополітен-опера, а також Симфонічним оркестром Північнонімецького радіо, в якості першого запрошеного диригента.
В сезоні 2009–2010 Ґілберт отримав посаду головного диригента симфонічного оркестру Нью-Йоркської філармонії (після Лоріна Маазеля) і став першим уродженим нью-йоркцем на цій посаді.
У лютому 2015 оркестр оголосив про припинення повноважень Ґілберта після закриття сезону 2016–2017.
З сезону 2019 обіймає посаду головного диригента Симфонічного оркестру Північнонімецького радіо.

## Репертуар
У репертуарі диригента — симфонічна і оперна музика від Баха до Джона К. Адамса і Магнуса Ліндберга.